# Halina Kazimierowska
Halina Kazimierowska-Matuszczak (ur. 20 lipca 1933, zm. 13 maja 2019) – polska aktorka, głównie teatralna.
Urodziła się 20 lipca 1933 roku. W 1954 ukończyła studia na PWST w Łodzi. Zmarła 13 maja 2019 roku, została pochowana na cmentarzu komunalnym Północnym na Wólce Węglowej w Warszawie (kwatera U-II-4-10-24). Była żoną aktora Leopolda Matuszczaka do jego śmierci w 2013 roku.

## Filmografia
- 1982: Blisko, coraz bliżej
- 1982: Krzyk – pensjonariuszka
- 1986: Zmiennicy (odc.11, 14)
- 1988: Chichot pana Boga
- 1989: Sceny nocne

Źródło: filmpolski.pl.

## Wybrane role teatralne
- 1954: Sen nocy letniej – Tytania, Teatr Powszechny w Łodzi
- 1954: Mazepa – Amelia, Teatr im. Wojciecha Bogusławskiego w Kaliszu

Źródło: e-teatr.pl.

## Dubbing
- 1987–1990: Kacze opowieści